# Anthurium jureianum
Anthurium jureianum är en kallaväxtart som beskrevs av Eduardo Luis Martins Catharino och Olaio. Anthurium jureianum ingår i släktet Anthurium och familjen kallaväxter. Inga underarter finns listade.